# Целесница
Целесница (пол. Cieleśnica) — деревня в Бяльском повете Люблинского воеводства Польши. Входит в состав гмины Рокитно. По данным переписи 2011 года, в деревне проживало 502 человека.

## География
Деревня расположена на востоке Польши, к югу от реки Западный Буг, вблизи государственной границы с Белоруссией, на расстоянии приблизительно 17 километров северо-востоку от города Бяла-Подляска, административного центра повета. Абсолютная высота — 144 метра над уровнем моря. К северу от населённого пункта проходит региональная автодорога 698.

## История
В конце XVIII века деревня входила в состав Брестского повета Великого княжества Литовского. С 1630 по 1810 годы являлась владением магнатского рода Радзивиллов. В 1810 году имение было куплено Анджеем Сервинским. В 1880 году Мария Сервинская вышла замуж за Генрика Ружичку де Розенверта, при этом Целесница была передана во владение последнему в качестве приданного.
По данным на 1827 год имелось 38 дворов и проживал 301 человек. Согласно «Справочной книжке Седлецкой губернии на 1875 год» деревня входила в состав гмины Рокитно Константиновского уезда Седлецкой губернии. В период с 1975 по 1998 годы Целесница входила в состав Бяльскоподляского воеводства.

## Население
Демографическая структура по состоянию на 31 марта 2011 года:
|         | Всего | До трудоспособного возраста | Трудоспособного возраста | Старше трудоспособного возраста |
| ------- | ----- | --------------------------- | ------------------------ | ------------------------------- |
| Мужчины | 253   | 39                          | 172                      | 42                              |
| Женщины | 249   | 35                          | 140                      | 74                              |
| Всего   | 502   | 74                          | 312                      | 116                             |